# Моаян-Шари (регион)
Моаян-Шари (на френски: Moyen-Chari) е регион в Чад. Столица е град Сарх. От 29 юни 2007 година губернатор на региона е Морнаджи Мбаисанабе Кар-Уба.

## Единици
Регионът включва 3 департамента:
| Департамент | Столица | Под-префектури                                                               |
| ----------- | ------- | ---------------------------------------------------------------------------- |
| Бар Кох     | Сарх    | Сарх, Корбол, Кумого, Муса Фойо, Балимба                                     |
| Гранд Сидо  | Маро    | Маро, Данамджи, Джеке Джеке, Сидо                                            |
| Лак Иро     | Кябе    | Кябе, Бохобе, Бум Кебир, Нгондейе, Роро, Балтубайе, Динджебо, Алако, Сингако |

## Икономика
Населението е заето предимно в областта на земеделието, животновъдството, памукопроизводството и производството на захарна тръстика. По данни от 2009 година населението на региона възлиза на 588 008 души.